# 小田ゆかり
小田 ゆかり（おだ ゆかり、1988年11月9日 - ）は、日本の女性グラビアアイドル。静岡県出身。血液型O型。アイドルユニットKNU23の元メンバー。

## プロフィール
趣味は書道、雰囲気モノマネ。特技は料理、ショッピング。

## 出演

### グラビア
- 月刊モバイルアクトレス
- 週刊.jp
- Bejean

## 作品

### DVD
- NEW KISS （2010年7月、スパイスビジュアル）
- 胸いっぱいの愛 （2011年6月、M.B.D.メディアブランド）
- 恋の予感（2012年6月、ギルド）

### 舞台
- どん底2010 （2010年11月）
- 劇団女神座 （2011年6月）